# Reichensteiner
La richensteiner es una uva blanca que crece sobre todo en Alemania (donde en 2008 había 106 hectáreas), Inglaterra (donde en 2010 había 85,38 ha), y Nueva Zelanda (donde había 72 hectáreas en 2009). Es un cruce entre la müller-thurgau y madeleine angevine x calabreser froehlich. Fue la primera uva engendrada en Alemania, en 1939.
En Inglaterra, es la quinta variedad de uva con más superficie después de la chardonnay, la pinot noir, la bacchus y la seyval blanc.
Tiene una gran cantidad de azúcares, se adapta bien a los climas fríos y es apta para hacer vinos normales y espumosos, pero a menudo necesita ser mezclada con otras variedades para añadirle sabor.
Se ha usado para engendrar la garanoir (gamay noir x reichensteiner) y la ehrenbreitsteiner.